# Otiothops pentucus
Otiothops pentucus är en spindelart som beskrevs av Arthur M. Chickering 1967. Otiothops pentucus ingår i släktet Otiothops och familjen Palpimanidae.
Artens utbredningsområde är Jungfruöarna. Inga underarter finns listade i Catalogue of Life.